# هنری ویلیام بارنارد
هنری ویلیام بارنارد (انگلیسی: Henry William Barnard؛ ۱۷۹۹ – ۵ ژوئیه ۱۸۵۷) فرد نظامی اهل پادشاهی بریتانیای کبیر بود.